# オクトバ (Webメディア)
オクトバ（OCTOBA）は、株式会社オクトバが運営するAndroidアプリのレビューサイト。
さまざまなジャンルのアプリの紹介や特集、ランキングなどの情報を発信している。

## 概要
オクトバとは、Androidアプリのレビューサイト。日本初のAndroid携帯である「HT-03A」の発売を機に立ち上げられた。2010年8月には、専用Androidアプリ「オクトバ」のリリースも開始した。

## 沿革
- 2009年 Androidアプリのレビューサイト「OCTOBA」リリース[4]
- 2010年 8月Androidアプリレビューサイト「オクトバ」の専用閲覧Androidアプリをリリース
- 2012年 7月オクトバの公式Androidアプリ3周年を記念して、公式Androidアプリのリニューアルを行う[5]